# Pungești, Vaslui
Pungești este satul de reședință al comunei cu același nume din județul Vaslui, Moldova, România.